# Филиппов, Тертий Иванович
Те́ртий Ива́нович Фили́ппов (24 декабря [5 января] 1826, Ржев — 30 ноября [12 декабря] 1899, Санкт-Петербург) — государственный деятель Российской империи, сенатор (с 1 января 1883 года), действительный тайный советник (с 9 апреля 1889 года), Государственный контролёр (с 26 июля 1889 по 30 ноября 1899 года).
Помимо официальных должностей, Тертий Филиппов был известен как публицист, православный богослов и собиратель русского песенного фольклора.

## Биография
Из мещан. Родился в семье провизора, содержателя Ржевской вольной аптеки, Ивана Филиппова (ум. 28.11.1829).
Тертий Филиппов в 1837—1843 годах учился в Тверской гимназии. Затем был своекоштным студентом Московского университета и в 1848 году окончил 1-е отделение философского факультета университета третьим по успехам со званием кандидата.
С 1848 по 1856 год Тертий Филиппов преподавал русскую словесность в 1-й Московской гимназии; сблизился с кружком славянофилов. Принимал участие в издании славянофильских журналов «Москвитянин», «Московский сборник» и «Русская беседа»; его статьи были в основном посвящены истории Русской церкви допетровского периода. Его идея: Соборы и патриаршество делали Церковь живой действенной духовной силой, обеспечивающей симфонию властей.
В 1856 году в жизни Филиппова наступил довольно резкий поворот. Глубокое знание греческого языка, богословских наук и церковного права определило для Филиппова возможность новой карьеры. На него обратил внимание обер-прокурор Святейшего синода Александр Толстой. По возвращении он получил назначение чиновником особых поручений при Святейшем синоде, преимущественно для занятия делами, касающимися восточных Православных церквей и преобразований, проходивших в духовно-учебных заведениях России. В апреле 1860 года Филиппов был назначен делопроизводителем «Комитета о преобразовании духовно-учебных заведений».
В 1864 году в его карьере наступила последняя перемена: он перешёл на службу в Государственный контроль, где и оставался до самого конца своей жизни; спустя четырнадцать лет службы, в 1878 году он занял место второго человека в ведомстве. С самого момента назначения на пост Государственного контролёра Дмитрия Сольского Филиппов почти двенадцать лет бессменно занимал место товарища государственного контролёра, а после того как в 1889 году Сольского разбил апоплексический удар, занял место Государственного контролёра. Назначение Филиппова, впрочем, произошло совсем не просто, и случилось после глухой, но довольно упорной борьбы в правящих кругах. Категорически против назначения Филиппова, например, выступал Константин Победоносцев, и его неудача стала для многих свидетельством резкого падения влияния ещё недавно всемогущего обер-прокурора Святейшего синода.
Характеризуя Тертия Филиппова на посту министра, Сергей Витте в мемуарах писал:

Тертий Иванович был церковник: он занимался церковными вопросами и вопросами литературными, но литературными только определённого оттенка, вопросами чисто мистического направления. Он был человек неглупый, но как государственный контролёр и вообще как государственный деятель он был совершенно второстепенным. Т. И. Филиппов собственно не занимался теми делами, которыми он должен был заниматься, то есть контролем над всеми государственными, экономическими и хозяйственными функциями. Перевели его в государственный контроль потому, что он в своей деятельности проявлял русское национальное направление… Тертий Иванович, конечно, был по своим талантам, способностям и образованию гораздо ниже Победоносцева; они друг друга не любили и расходились во всём… Т. И. Филиппов относился к К. П. Победоносцеву довольно злобно, а Победоносцев относился к Филиппову довольно презрительно.
Несмотря на то, что Сергей Витте считал Филиппова недостаточно компетентным в делах контроля, под его руководством ведомство время от времени пресекало злоупотребления различных должностных лиц. Наиболее известен был случай с отстранением в конце 1894 года с поста министра путей сообщения Аполлона Кривошеина. Кроме того, во время руководства Тертия Филиппова и сфера ведомственных полномочий Государственного контроля понемногу продолжала возрастать. При Тертии Филиппове была улучшена отчётность об исполнении государственной росписи, а также издано «Положение о порядке хранения и уничтожения отчётности, проверяемой Государственным контролем».
Собиратель народных песен и певец-любитель, Тертий Филиппов создал из своих подчинённых Государственного контроля прекрасный хор, исполнявший в основном народные песни. Композитор Александр Оленин, присутствовавший на пении чиновников в служебном кабинете Филиппова, вспоминал, что и сам Филиппов «…старческим, едва слышным голосом, но изумительно просто и проникновенно спел какую-то песню».
Используя своё высокое служебное положение, Филиппов нередко включал в штат государственного контроля бедствующих композиторов и других музыкантов. После его смерти не раз говорили о нём, как о добром человеке, «облагодетельствовавшем жалованьем чиновника не один десяток русских музыкантов».
Ещё до назначения на пост Государственного контролёра Филиппов принимал активное участие в деятельности Русского географического общества, в основном по собиранию русских народных песен («песенных напевов»). В 1884 году по его инициативе при отделе этнографии РГО была создана (под его председательством) песенная комиссия.
Долгие годы Тертий Иванович дружил с Константином Леонтьевым, которого высоко почитал и ценил. Он поддерживал переписку с лицами, занимавшими Константинопольский патриарший престол во второй половине XIX века.
Член-учредитель и вице-председатель Императорского православного Палестинского общества. Получил звание (1883) Епитропа Гроба Господня и Представителя патриаршего престола от Иерусалимского патриарха Никодима. Почётный член Петербургской Академии наук, Московской духовной академии, Московского общества истории и древностей Российских, филологического общества «Силлога», Константинопольского средневекового археологического общества, Афинского археологического общества и др. Награждён многими российскими, а также черногорскими, греческими и сербскими орденами.
Тертий Филиппов скончался 30 ноября 1899 года и был похоронен в Исидоровской церкви Александро-Невской лавры в Петербурге. После смерти Филиппова в ноябре 1899 года Государственным контролёром был назначен консервативно настроенный генерал Павел Лобко, в прошлом преподававший цесаревичу Николаю Александровичу основы военного управления.

## Творчество и взгляды
Печатался в различных изданиях консервативно-националистической ориентации, в частности в «Русском вестнике» М. Н. Каткова, в «Гражданине» кн. В. П. Мещерского (редактор-издатель с января 1873 года — Ф. Достоевский), был одним из основателей журнала «Русская беседа».
Владея греческим языком и имея репутацию знатока творений Отцов Церкви, слыл авторитетом в церковных вопросах и конфликтах своего времени, например, в греко-болгарском вопросе. В последнем, наряду с Константином Леонтьевым, критиковал проболгарскую позицию правительства; полемизировал с Иваном Троицким. С сожалением высказывался в 1870 году об отказе Святейшего Синода от предложения Вселенского Патриарха Григория VI созвать вселенский собор для разрешения болгарского вопроса (12 декабря 1868 года Патриарх направил обширное послание с изложением обстоятельств распри и своими предложениями предстоятелям автокефальных Церквей) и побуждал правительство принять 2-е послание Патриарха с тем же предложением, отмечая, что для суждения Собора есть ряд иных вопросов, требующих общецерковного разрешения, например, снятие клятв на старообрядцев Московских соборов 1666 и 1667 годов (в которых участвовали и восточные иерархи).
Занимался проблемами «раскола», выступая в защиту староверов, за полную отмену всех существующих для них ограничений.
Собирал русские народные песни; расшифровывал «крюковую» нотную запись старинных песен, популяризировал песенный фольклор среди образованных сословий общества. Став членом Русского Географического общества, Филиппов создал в 1884 году при нём специальную песенную комиссию для снаряжения экспедиций с целью собирания народных песен. Поощрял чиновников Государственного контроля, выезжавших в разные местности для ревизий, собирать народные песни. Образовал из подчиненных чиновников хор при домовой церкви Государственного контроля, исполнявший церковные, народные и современные песни. Покровительствовал русскому народному оркестру В. В. Андреева.
Отличался эксцентричным поведением и причудами. Например, встречаясь с кавалерами ордена св. Георгия, в качестве приветствия целовал орден на их груди (или на шее), повергая кавалеров в смущение.

### Некоторые публикации
- «Вселенский патриарх Григорий VI и греко-болгарская распря» («Журнал Министерства Народного Просвещения». 1870, № 2 и 3);
- «Решение греко-болгарского вопроса» («Русский Вестник». 1870, № 6);
- «Определение Константинопольского собора по вопросу о болгарском экзархате» («Гражданин», 1872, № 23—28);
- «Воспоминание о графе А. П. Толстом» («Гражданин», 1874, № 4);
- «Современные церковные вопросы» (Санкт-Петербург, 1882, 2 часть);
- «Записки о народных училищах» (Санкт-Петербург, 1882);
- «Краткое сказание о житии и подвигах святых Кирилла и Мефодия, просветителей славянских» (Санкт-Петербург, 1885);
- «О преподавании церковно-славянского языка в средних учебных заведениях» (Санкт-Петербург, 1887);
- О началах русского воспитания. — Санкт-Петербург, 1890.
- «Сборник Т. Филиппова» (Санкт-Петербург, 1896);
- «Три замечательных старообрядца : [Иеромонах Пафнутий, Павел Прусский, Иларион Егорович Ксенос]» (Санкт-Петербург, 1899).
- Филиппов Т. И. Русское воспитание / Сост., предисл. и коммент. С. В. Лебедева. / Отв. ред. О. Платонов. — М.: Институт русской цивилизации, 2008. — 448 с.

## Награды
- Орден Святого Станислава 2-й степени с императорской короной (06.05.1860)
- Орден Святого Владимира 3-й степени (17.04.1870)
- Орден Святого Станислава 1-й степени (16.04.1872)
- Орден Святой Анны 1-й степени (27.03.1877)
- Орден Святого Владимира 2-й степени (20.04.1880)
- Орден Белого орла (15.05.1883)
- Орден Святого Александра Невского (05.04.1887)
- Бриллиантовые знаки к ордену Святого Александра Невского (01.01.1894)
- Орден Святого Владимира 1-й степени (13.04.1897)
- Знак отличия беспорочной службы за XL лет (22.08.1891)

Иностранные:
- Черногорский орден князя Даниила I 1-й степени (1877)
- Сербский орден Такова 1-й степени (1879)
- Греческий орден Спасителя, большой крест (1887)
- Сербский орден Святого Саввы, большой крест (1892)